# Bnxn
Daniel Etiese Benson (né le 14 mai 1997), connu professionnellement sous le nom de Bnxn (prononcé Benson) et anciennement connu sous le nom de Buju´, est un chanteur, auteur-compositeur et producteur de disques afro-fusion nigérian.

## Enfance
Daniel Etiese Benson est né à Lagos. Il vient de l'État d'Akwa Ibom. Il a grandi à Gbagada avec sa famille, déménageant dans l'État d'Ogun. Benson a été introduit à l'Afropop par des artistes tels que 2Baba quand il était enfant, et attribue à Burna Boy son inspiration pour devenir un artiste musical.

## Carrière
Bnxn a publié le projet de jeu étendu Sorry I'm Late le 27 octobre 2021, sous la direction de T.Y.E/EMPIRE. Il comprenait des apparitions du duo de musique highlife nigérian, The Cavemen, et des productions de Steph, Perlz, Denzl, Timi Jay et Rexxie. Il a été mixé et maîtrisé par Vtek et Poppil. Motolani Alake de Pulse Nigeria a déclaré qu'il "projette la confiance, les victoires et le confort"´. Buju a donné son premier spectacle à Londres le 30 novembre, marquant le début de sa tournée Sorry I'm Late.
Le 22 décembre 2021, Buju a été en tête d'affiche de son premier concert à guichets fermés´, qui a également été son premier concert à Lagos. qui s'est tenu au centre de convection Balmoral, à Lagos.
En 2022, Buju a officiellement changé son nom en BNXN pour éviter toute confusion pour avoir été confondu avec Buju Banton et avoir une image de marque plus unique. En mars 2022, il a collaboré avec Pheelz sur le single "Finesse"; la chanson a culminé à la 52e place du classement officiel des singles du Royaume-Uni. En juillet 2022, il a participé à la chanson "Propeller" de Jae5 aux côtés du rappeur britannique Dave. La chanson est devenue le premier single du Top 40 de Bnxn au Royaume-Uni, entrant dans le classement au numéro 38.
Le 4 septembre 2022, Bnxn a remporté le prix Headies 2022 Next Rated qui a eu lieu dimanche au Cobb Energy Performing Arts Centre à Atlanta, en Géorgie, aux États-Unis.
En octobre 2023, Bnxn a sorti son premier album, Sincerely Benson. L'album présentait des apparitions d'une variété d'artistes, dont Headie One et Popcaan.

## Discographie

### Albums
- 2021 : Sincerely, Benson

### Singles
- 2018 : Catch a Vibe
- 2018 : Wahala
- 2019 : Energy
- 2019 : Commander
- 2019 : Spiritual(Avec Zlatan)
- 2019 : L'enu
- 2019 : Ohema & TMXO